# بلایند دیت
قرار ملاقات دو ناشناس، ملاقات کور یا  بلایند دیت یا قرار ناشناس (به انگلیسی: Blind date)،  گونه‌ای از قرار عاشقانه گذاشتن بین دو نفر است که قبلاً هرگز یکدیگر را ملاقات نکرده‌اند. پس از یک قرار ناشناس، آنها می‌توانند تصمیم بگیرند که آیا می‌خواهند باهم در رابطه باشند یا نه.

## ریشه‌شناسی
اصطلاح «قرار کور» از واژه‌های تشکیل‌دهنده آن، «کور» (یعنی کاری که بدون اطلاع از حقایق خاص انجام می‌شود) و «قرار» (یعنی تعامل اجتماعی بین دو نفر که اغلب دارای شخصیت عاشقانه است) گرفته شده‌است. این موضوع در طول دهه ۱۹۲۰ در ایالات متحده توسط یک شخص یهودی ابداع شد.
با گسترش رسانه‌ها و تکنولوژی، مفهوم "بلایند دیت" به تدریج تغییرات بسیاری به خود دید. در دهه‌های 1950 و 1960، با ظهور برنامه‌های تلویزیونی و رادیویی که قرارهای ملاقات را برای افراد فراهم می‌کردند، این اصطلاح به شکل مدرن‌تری مطرح شد. در این دوران، برنامه‌های مختلفی در تلویزیون پخش می‌شدند که در آن‌ها افراد برای اولین بار در مقابل دوربین به دیدار یکدیگر می‌رفتند، بدون آنکه اطلاعات قبلی در مورد هم داشته باشند.

## ساختار
قرار ملاقات کور توسط یک آشنای متقابل از هر دو شرکت کننده ترتیب داده می‌شود. دو نفری که در ملاقات کور شرکت می‌کنند ممکن است هرگز یکدیگر را ملاقات نکرده یا ندیده باشند، از این رو عبارت «قرار کور» به این معنی است؛ بنابراین، این وظیفه آشناست که تاریخ قرار را تعیین می‌کند تا از همخوانی خوب آنها اطمینان حاصل کند.
این قرار معمولاً دو ساعت یا کمتر است، زیرا فقط اولین قرار است و در واقع بیشتر به منظور معرفی دو نفر است تا ایجاد رابطه. علاوه بر این، به دلیل ناآشنایی دو نفر، ملاقات کوتاه‌تر از بسیاری از افراد در جامعه معمولی است زیرا آنها در مراحل ابتدایی یک رابطه هستند. این قرار همچنین بسیار پرماجرا است، به طوری که هیچ‌یک از طرفین نمی‌دانند که چه چیزی را انتظار دارند و آیا آن را به پایان خواهند رساند یا خیر. محل قرار ملاقات نیز تحت تأثیر خودانگیختگی قرار می‌گیرد، زیرا اغلب مکانی خنثی و عمومی است تا هر دو طرف احساس راحتی کنند.